# Zastawie (Krasnystaw)
Zastawie (do 1972 Zastawie-Kolonia) – część miasta Krasnegostawu w województwie lubelskim, położona na wschodnim brzegu  Wieprza, na południowych rubieżach miasta, a jej główną osią jest ulica Stokowa. Od wschodu graniczy ze wsią Zastawie-Kolonia.
Zastawie już w międzywojniu znajdowało się w granicach Krasnegostawu. 1 stycznia 1973 od Zastawia (i Krasnegostawu) odłączono wschodnią część, Zastawie-Kolonię, wraz z  użytkami rolnymi i miejscowością Łany (łącznie 1003,03 ha), włączając je do reaktywowanej gminy Krasnystaw w powiecie krasnostawskim, gdzie utworzyły one sołectwa Zastawie-Kolonia i Łany.